# 庄司巽
庄司 巽（しょうじ たつみ、1893年（明治26年）8月11日 - 1963年（昭和38年）7月6日）は、大日本帝国陸軍軍人。最終階級は陸軍少将。

## 経歴
1893年（明治26年）に東京府で生まれた。陸軍士官学校第25期卒業。1938年（昭和13年）7月15日に陸軍歩兵大佐に進級すると同時に、独立歩兵第5大隊長（駐蒙兵団・独立混成第2旅団）に就任し、日中戦争に出動した。1939年（昭和14年）3月に歩兵第40連隊長（第2軍・第10師団・歩兵第8旅団）に転じ、石家荘付近の平定に任じ、同地に駐屯した。連隊は同年夏に鳥取に復員したが、1940年（昭和15年）に満洲永久駐屯が決定され、佳木斯に移駐した。1942年（昭和17年）4月に札幌連隊区司令官に就任した。
1945年（昭和20年）3月31日に歩兵第87旅団長（関東軍・第3方面軍・第44軍・第117師団）に就任し、ソ連軍侵攻に備えていた。同年6月10日に陸軍少将に進級。戦後はシベリア抑留を受けた。1948年（昭和23年）1月31日、公職追放仮指定を受けた。1950年（昭和25年）7月に綏芬河でソ連から中華人民共和国に引き渡され、撫順戦犯管理所に収容された。戦犯管理所では「学習反省」「認罪坦白」などを行った。当初は1956年（昭和31年）6月に開かれる瀋陽特別軍事法廷で懲役14年の判決が予定されていたが、理由は不明であるが免訴となり、釈放され帰国した。